# Lista de localidades do Djibuti
Esta é uma lista das divisões administrativas do Djibuti, separadas por região:

## Ali Sabieh
- Ali Sabieh
- Holhol
- Dasbiyo
- Ali Adde
- Goubetto
- Assamo
- Anaba
- Guelile
- Guisti
- Dânan
- Doudoub Bolole

## Arta
- Arta
- We`a
- Loyada
- Chabelley
- Damerjog
- Koussour

## Dikhil
- Dikhilh
- As Ela
- Galafi
- Yoboki
- Bondara
- Mouloud
- Sankal
- Gorabous
- Tew'o
- Kouta Bouyya
- Dagguirou

## Região do Djibuti
- Cidade do Djibuti

## Obock
- Obock
- Daddato
- Khor Angar
- Andali
- Bissidiro
- Moulhoule
- Alaili Dadda
- Waddi
- Lahassa
- Egahlou
- Ribta

## Tadjourah
- Tadjourah
- Assa Gaila
- Ambabbo
- Randa
- Dorra
- Balho
- Airolaf
- Bankouale
- Madgoul
- Debne
- Adailou
- Sagallo
- Guirrari
- Malaho
- Bouyya